# Waldshut-Tiengen
Waldshut-Tiengen (în alemanică Waldshuet-Düenge) este o localitate în sud-vestul landului Baden-Württemberg, Germania, direct la frontiera elvețiană. Este cel mai mare oraș din districtul Waldshut. 

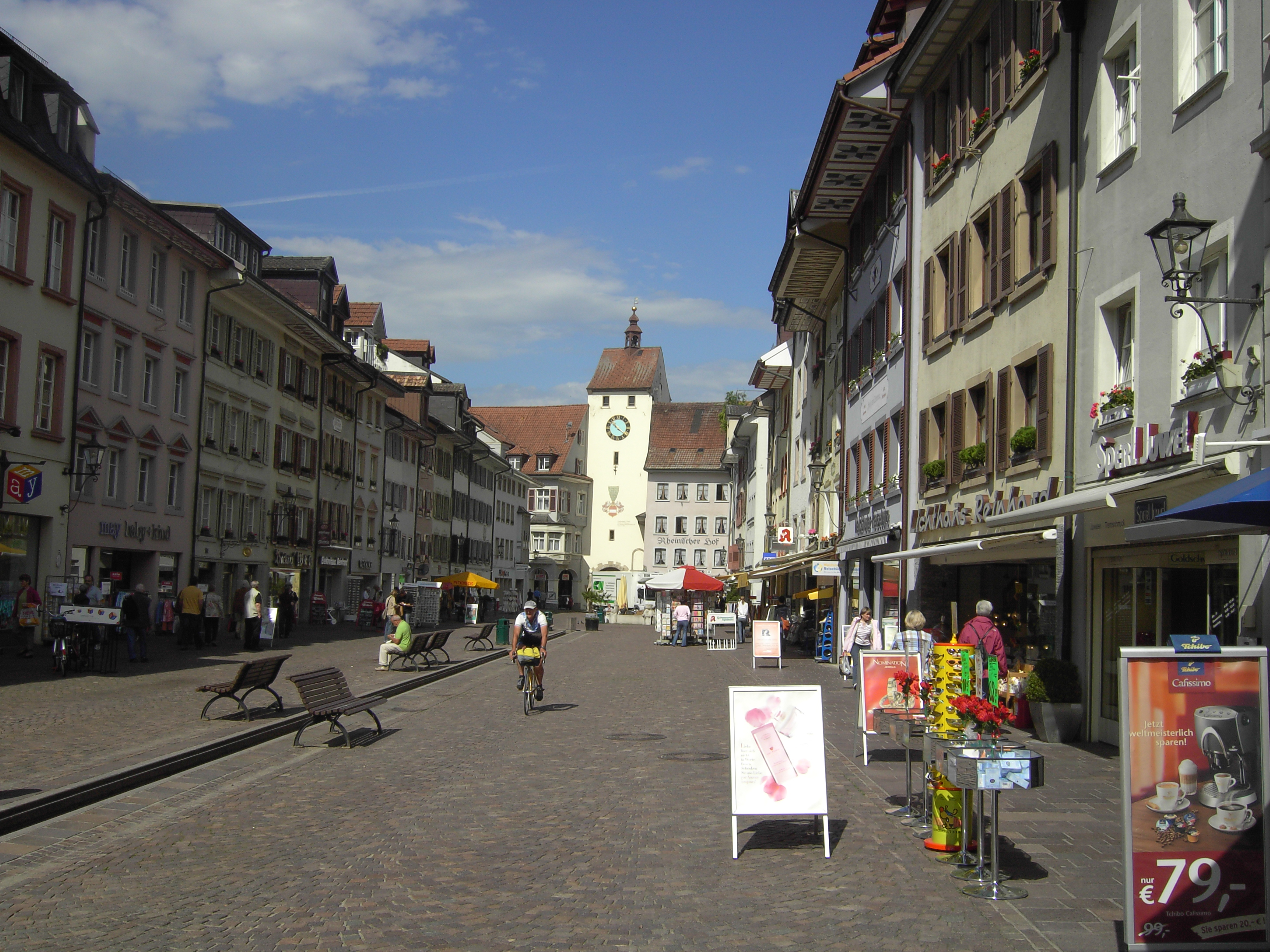
Waldshut

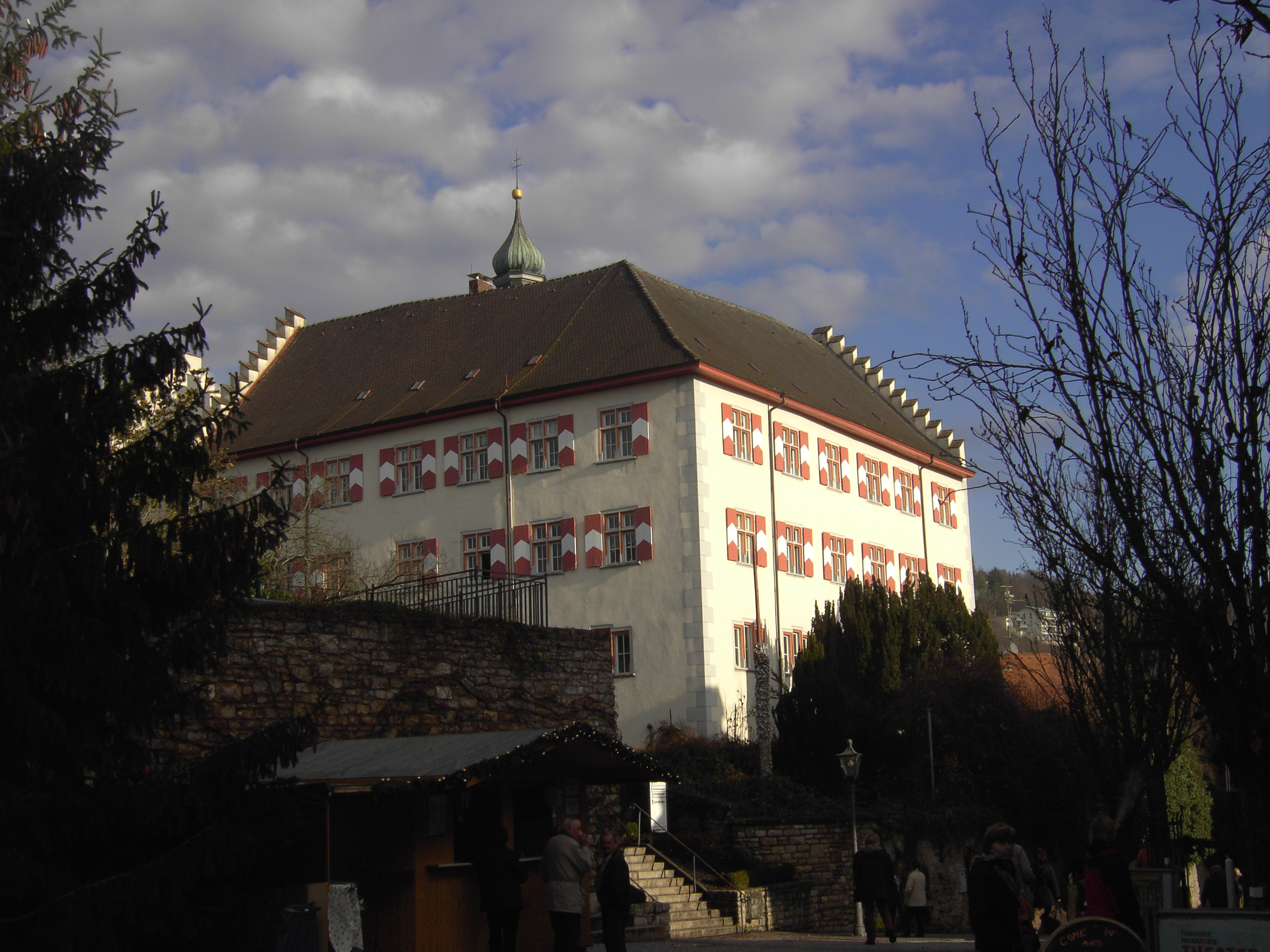
Noul Castel Tiengen

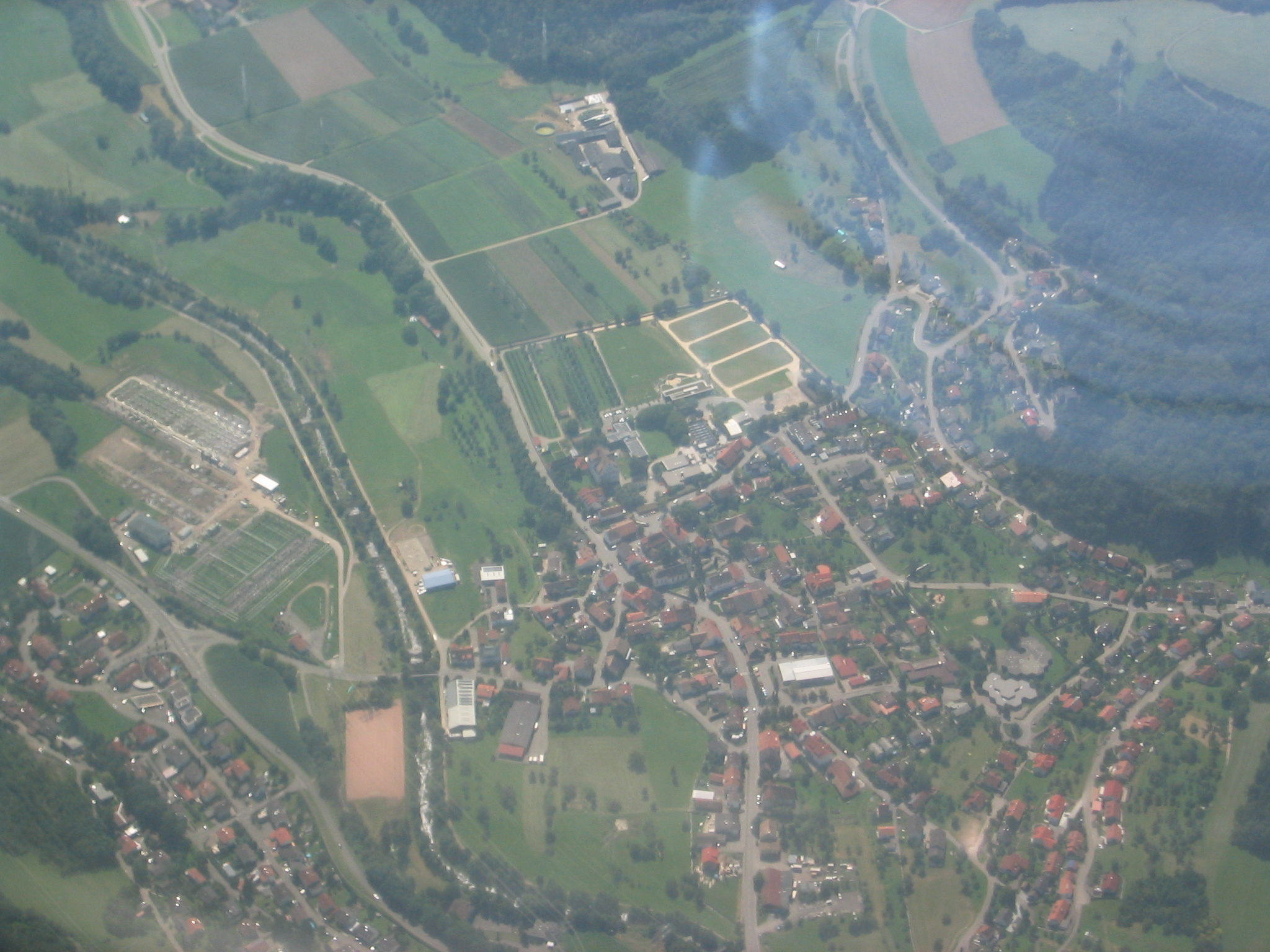
Gurtweil (Waldshut-Tiengen)

## Istorie
Waldshut a fost menționat în mod indirect pentru prima dată în 1256 în cadrul unui document de conciliere emis de Mănăstirea St. Blasien care menționa un anume Arnoldo scultheto in Waldishuote. Pentru cea mai mare parte a istoriei sale, Waldshut a fost parte din Austria Anterioară uneori servindu-i chiar drept capitală. În timpul războaielor napoleoniene Waldshut va fi retrocedat Marelui Ducat de Baden.
Tiengen inițial a fost împărțit între casa de Krenkingen și Principatul Episcopal de Constanța. Așezarea va schimba conducători de mai multe ori, înainte ca și ea să ajungă parte a Marelui Ducat de Baden, în timpul războaielor napoleoniene. 

## Weblinks
- Website der Stadt Waldshut-Tiengen
- Die Stadt Tiengen und der Klettgau. Auf der Homepage Klettgau Historia[nefuncțională]
 (PDF-Datei; 932 kB)
- Kapuzinerkloster Waldshut în baza de date Mănăstiri din Baden-Württemberg de la Landesarchivs Baden-Württemberg
- Waldshut auf einer Seite über historische Baukunst